# Aliens Abducted My Parents and Now I Feel Kinda Left Out
Aliens Abducted My Parents and Now I Feel Kinda Left Out és una pel·lícula de ciència-ficció de comèdia dirigida per Jake Van Waggoner, que es va estrenar al Festival de Cinema de Sundance el gener de 2023 i es va estrenar als cinemes dels Estats Units l'agost de 2023. A la pel·lícula, un adolescent assumeix que els seus pares van ser segrestats per extraterrestres durant l'aparició d'un cometa i, per tant, espera el retorn del cos celeste i, per tant, un possible retrobament amb ells.

## Argument
Fa deu anys, en Calvin i el seu pare van esperar al terrat de casa seva per veure un cometa. Poc després, els seus dos pares van desaparèixer misteriosament.
Calvin ara viu a la petita ciutat de Pebble Falls, Utah. Encara està convençut que els seus pares van ser segrestats per extraterrestres. Per tant, es prepara per a la reaparició del cometa i, segons la seva teoria, també per al probable retorn dels seus pares. Calvin ha après moltes coses sobre viatges espacials i astronomia, ha estudiat les trajectòries dels cometes i s'ha fet un vestit espacial, que també porta per a les proves a l'escola.
Quan en Calvin entra a l'institut i s'acosta el retorn del cometa, una nova família de la gran ciutat es trasllada a Pebble Falls, Nelson i Wendy i els seus fills Itsy i Evan. La filla Itsy no està especialment entusiasmada amb el trasllat al camp. L'adolescent treballa amb un company de classe en un esquema per a un concurs de periodisme per escriure sobre l'excèntric Calvin, la curiositat més gran que ofereix la seva nova ciutat natal. Així que ara passa l'estona amb Calvin més sovint per saber-ne més sobre ell.

## Producció
La pel·lícula va ser dirigida per Jake Van Wagoner. El guió va ser escrit per Austin Everett. Aquest és el segon llargmetratge de Van Waggoner després de My Brother the Time Traveler del 2017.

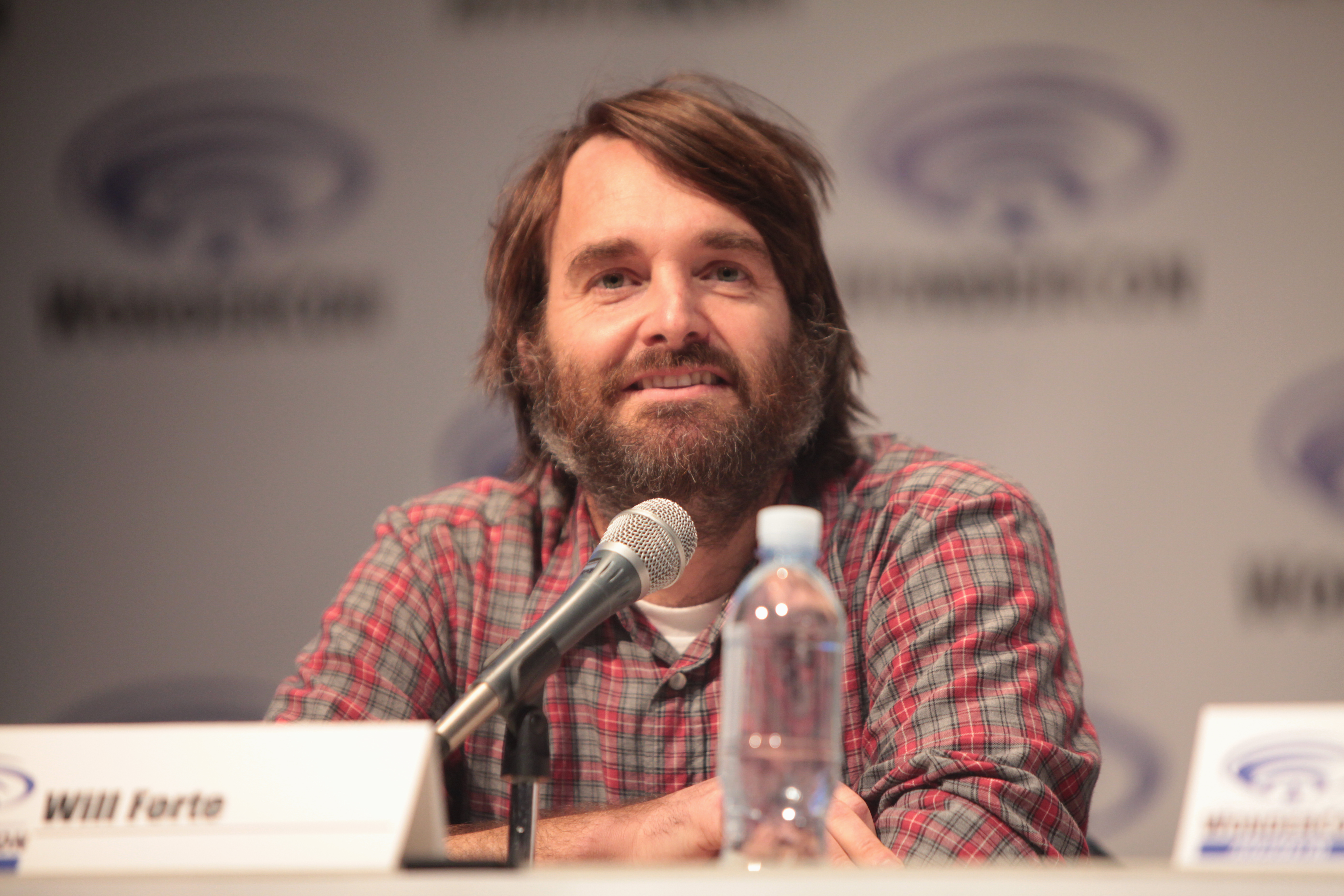
Will Forte interpreta el pare de Calvin, Cyrus

Jacob Buster, conegut per la sèrie de televisió Colony, interpreta a Calvin quan era adolescent, Will Forte, el seu pare Cyrus i Elizabeth Mitchell, la seva mare, Vera. Emma Tremblay interpreta a Itsy Leva., Kenneth Cummins interpreta el seu germà Evan, Matt Biedel i Hailey Smith, els seus pares Nelson i Wendy. Thomas Cummins interpreta a Calvin de nen.
La pel·lícula es va estrenar el 20 de gener de 2023 al Festival de Cinema de Sundance. El primer tràiler també es va presentar en aquest moment. La pel·lícula es va estrenar a cinemes selectes dels Estats Units el 18 d'agost de 2023. A finals de setembre de 2023, la pel·lícula es va projectar al Festival de cinema de Schlingel l'octubre de 2023 al LVI Festival Internacional de Cinema Fantàstic de Catalunya. El novembre de 2023, es va presentar al Festival Internacional de Cinema de Tessalònica. A Alemanya, la pel·lícula es va estrenar en DVD i Blu-ray el 26 de juliol de 2024.

## Recepció

### Comentaris
De les ressenyes que apareixen a Rotten Tomatoes, el 87 per cent són positives, amb una valoració mitjana de 6,8 sobre 10.
William Bibbiani de The Wrap explica a la seva ressenya que no se sap si la creença de Calvin que els seus pares van ser segrestats per extraterrestres és certa o només una manera d'escapar-se de la idea que simplement van ser abandonat per ells, cosa que és inacceptable per a ell. Bibbiani reconeix els tons de Safety Not Guaranteed de Colin Trevorrow i Static de Mark Romanek a la pel·lícula. En realitat no està explicant una història nova, potser només vol mostrar com els joves amb accés limitat als serveis de salut mental s'enfronten a aquest trauma.

### Premis
Festival Internacional de Cinema de Cleveland 2023
- Nominació a la competició d'American Independents (Jake Van Wagoner)[10]